# Myotis grisescens
Myotis grisescens (A. H. Howell, 1909) è un pipistrello della famiglia dei Vespertilionidi endemico degli Stati Uniti d'America.

## Descrizione

### Dimensioni
Pipistrello di piccole dimensioni, con la lunghezza della testa e del corpo tra 47,4 e 53 mm, la lunghezza dell'avambraccio tra 40,6 e 45,8 mm, la lunghezza della coda tra 32,8 e 44,2 mm, la lunghezza del piede tra 9 e 11,2 mm, la lunghezza delle orecchie tra 10 e 13,4 mm.

### Aspetto
La pelliccia è vellutata. Le parti dorsali variano dal grigio-brunastro al rossastro, mentre le parti ventrali sono grigie, con la punta dei peli biancastra. Le orecchie sono lunghe. Il trago è lungo e smussato. Le ali sono attaccate posteriormente sulle caviglie. I piedi sono relativamente grandi. Il calcar è lungo, sottile e privo di carenatura. Il cariotipo è 2n=44 FNa=50.

## Biologia

### Comportamento
Si rifugia all'interno di grotte principalmente calcaree, dove forma colonie numerose fino a 250.000 di individui. In inverno entra in ibernazione all'interno di un totale registrato all'interno del suo areale di 8-9 grotte profonde, con grandi sale e a temperature tra 5 e 11 °C, mentre in estate i vivai formati da femmine con i loro piccoli soggiornano in caverne più calde con temperature comprese tra 14 e 25 °C e spesso attraversate da fiumi interni.

### Alimentazione
Si nutre di falene, coleotteri, mosche, zanzare ed efemerotteri catturati in volo sopra specchi d'acqua. È stato stimato che le colonie più numerose di un quarto di milione di esemplari possono consumare ogni notte fino ad una tonnellata di insetti.

### Riproduzione
Gli accoppiamenti avvengono in settembre ed ottobre prima dell'ibernazione, durante il quale lo sperma viene trattenuto. Le femmine danno alla luce un piccolo alla volta alla fine di maggio o ai primi di giugno. I nascituri iniziano a volare dopo 20-25 giorni. L'aspettativa di vita è solitamente di 14-15 anni.

## Distribuzione e habitat
Questa specie è diffusa negli stati americani centro-orientali del Missouri, Arkansas, Kansas sud-orientale, Oklahoma orientale, Illinois, Indiana meridionale, Kentucky, Tennessee, Alabama, Mississippi nord-orientale, Georgia settentrionale, Virginia Occidentale, Virginia e Carolina del Nord occidentali, Florida nord-occidentale.
Vive in ambienti forestali e ripariali.

## Conservazione
La IUCN Red List, considerato che questa specie è stata soggetta a un drastico declino della popolazione di oltre il 50% negli anni '80, ma attualmente soggetta ad un programma di recupero attivato dallo U.S. Fish & Wildlife Sevice, classifica M.grisescens come specie prossima alla minaccia di estinzione (Near Threatened).